# Ascomycota
Ascomycota (Thomas Cavalier-Smith, 1998), denumită în popor și ascomicete, este o diviziune de ciuperci în subregnul Dikarya și Regnul Fungi. Este cea mai mare încrengătură de fungi, cu 3.400 genuri și peste 300.000 specii, inclus formele anamorfe (asexuate), care se înmulțesc preponderent prin conidii, fiind răspândite global, care se dezvoltă în simbioză cu licheni chiar și în Antarctică. Modul de viață și habitatele acestor ciuperci sunt foarte diverse: unele sunt saprofite, altele trăiesc în asociere cu algele formând lichenii sau trăiesc în ectomicoriză, numeroase alte specii sunt paraziți sau simbionți ai plantelor sau animalelor și oamenilor.

## Istoric
Ascomycota s-au dezvoltat probabil originar în mare. Când s-au separat de grupul lor soră evolutiv, de basidiomicetele, nu se poate răspunde exact în prezent. Datele de biologie moleculară indică acest moment în epoca geologică târzie a Proterozoicului cu 600 de milioane de ani în urmă. Deși fosile care pot fi interpretate ca ascomicete sunt deja cunoscute din Silur, atribuirea lor în acest grup este momentan discutată controversat.
Primul care a determinat încrengătura Ascomycota a fost renumitul botanist și climatolog american Robert Harding Whittaker (1920-1980) în volumul 34 al jurnalului științific Quarterly Review of Biology din 1959.
În anul 1998, biologul englez Thomas Cavalier-Smith (n. 1942) a precizat și lărgit descrierea lui Whittaker sub păstrarea numelui generic, de verificat în volumul 73 al jurnalului biologic Biological Reviews.

## Morfologie
Corpurile fructifere sunt în general relativ mici și insignifiante (de obicei, mai puțin de 1 mm în diametru) comparativ cu cele mai multe basidiomicete. Doar câteva specii formează carpofori mai mari și puternici (de exemplu, zbârciogii sau trufele). Cu toate acestea, încrengătura Ascomycota reprezintă de departe cel mai mare grup de fungi din punct de vedere al numărului de specii, inclus formele anamorfe (asexuate) care se înmulțesc exclusiv prin conidii. Această încrengătură face parte din categoria ciupercilor "superioare" pe lângă diviziunea Basidomycota și se distinge prin următoarele caracteristici, dovedite prin examinări microscopice și ADN :
- de obicei, mod de viață terestru,
- miceliu septat cu pori simpli,
- pereții celulari constau în principal din chitină și β-glucani,
- toate formele de spori sunt imobile
- faza haploidă dominantă în ciclul de viață
- dikariofază scurtă, menținută prin formarea de cârlige,
- produsele meiozei în asce, cele mai multe în corpurile fructifere,
- cu mitospori preponderent formați ca spori de conidii exogeni.

### Structură
Multe ascomicete sunt compuse din filamente lungi, dar de o grosime de doar 5 microni, așa numitele hife, care sunt repetat ramificate, formând astfel o împletitură lânoasă și zbârcită, miceliul, cu o dimensiune de mai mulți centimetrii în mod normal. Pe de altă parte, hifele însuși (ipotetic așezate în șir) ajung de obicei la o lungime de unul sau chiar mai mulți kilometri. Cealaltă extremă alcatuiesc drojdiile unicelulare, care se văd adesea numai cu microscopul. Un număr de astfel de specii ca de exemplu, drojdia clasică de patiserie Saccaromyces cerevisiae este dimorfică, ceea ce înseamnă, că pot să apară atât în formă uni- cât și multicelulară.
Peretele celular ale ascomicetelor constă aproape întotdeauna din chitină și β-glucani. Celulele individuale sunt împărțite în mod caracteristic de pereții transversali, așa numite septe. Acestea dau stabilitate hifei și previn o pierdere pe scară largă a plasmei celulare în cazul în care membrana celulară s-ar sparge local. În consecință, spre deosebire de ciupercile iubitoare de umezeală Zygomycota, ascomicetele pot trăi și în habitate uscate. Firește, majoritatea pereților transversali sunt perforați central și, prin urmare, au o deschidere mică în mijloc prin care nucleele de plasmă celulară și celulă se pot mișca mai mult sau mai puțin liber în completa hifă. Majoritatea hifelor conțin numai un nucleu celular per celulă și, prin urmare, sunt numite ne-nucleate.

### Forme de reproducere
Aceste organisme au mai multe moduri de reproducere:

#### Reproducerea asexuată
Reproducerea asexuată este realizează prin spori și este forma dominantă a proliferării ciupercilor ascomicete, fiind responsabilă pentru răspândirea rapidă a ciupercilor într-o zonă care încă nu a fost dezvoltată. Ea este efectuată de ciuperca mamă, sporii fiind identici din punct de vedere genetic și în cea mai mare parte cu structuri de distribuție mononucleare. Ei sunt numiți conidii sau, în funcție de natura formării lor prin procesul celular al mitozei și mitospori. Acestea sunt formate de obicei prin celule speciale, numite conidiogene, care stau la vârful hifelor specializate ale conidioforilor. În funcție de specie, ele pot fi răspândite de vânt prin apă, dar și prin animale. Unele ciuperci, cum ar fi drojdia de bere se înmulțesc prin înmugurire.

#### Reproducerea sexuată
Reproducerea sexuată se caracterizează la ascomicetele printr-o structură caracteristică a ascelor care o deosebește de toate celelalte ciuperci. O ască este un meiosporangiu tubular, ceea ce înseamnă, că în el, prin diviziunea de maturizare  denumită meioză, se formează sporii sexuali care sunt apoi numiți ascospori, spre delimitare  de conidio-sporii asexuați. Cu excepția unor soiuri, cum ar fi Saccaromyces cerevisiae (o formă de drojdie), aproape toate ascomicetele sunt în mod normal haploide, astfel că nucleele lor au doar un singur set de cromozomi care le face deosebit de sensibile pentru mutații. În cazul reproducerii sexuale, există de obicei o fază diploidă foarte scurtă (cu două seturi de cromozomi), care este urmată în mod normal de o meioză foarte rapidă, astfel încât starea haploidă este restabilită. Înmulțirea se face sexuat prin oogamie. Gameții se formează în ascogon (organul femeiesc) și anteridii (organul bărbătesc). Fecundația are loc în ască. Celula-ou (zigotul), prin diviziuni repetate, formează 2, 4, 8 ascospori.

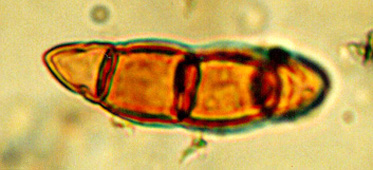
Ascospor fosil septat de 3 ori
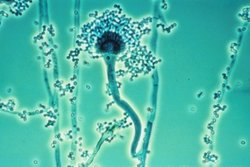
Conidiospori ai genului Aspergillus
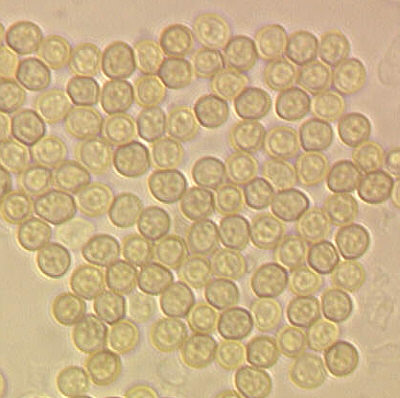
Conidiospori ai Trichoderma aggressivum
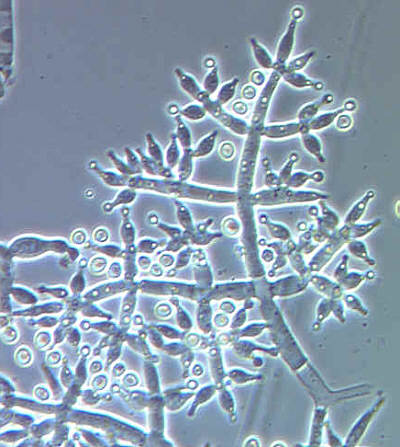
Conidiofori ai Trichoderma harzianum
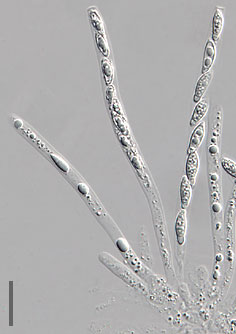
Ască a Hypocrea chrysospermus
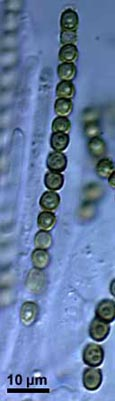
Ască a Hypocrea virens
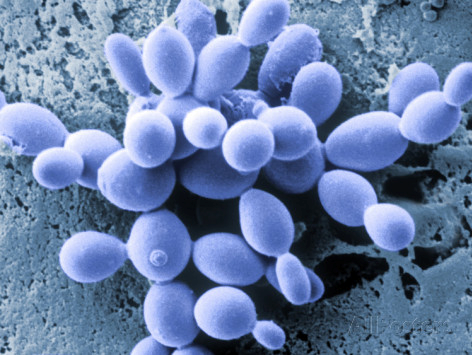
Înmurgire unei ascomicete
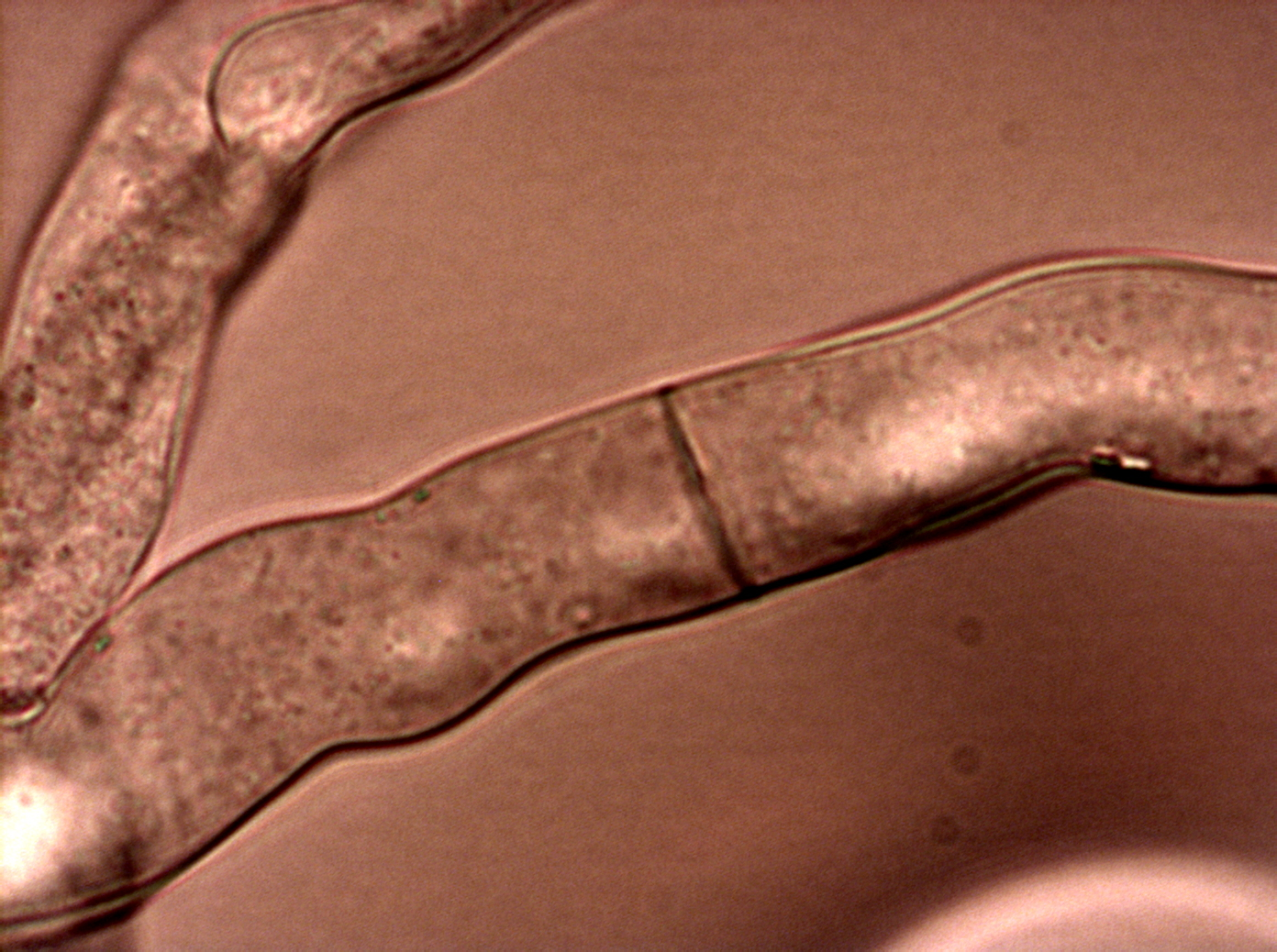
Hifele ale Neurospora crassa

## Sistematică
Încrengătura este împărțită în 3 sub-diviziuni cu în total 19 clase precum 3 ordini cu relații taxonomice largi necunoscute sau greu de definit:
- Pezizomycotina cu 13 clase: Arthoniomycetes, Coniocybomycetes,[15] Dothideomycetes, Eurotiomycetes, Geoglossomycetes, Laboulbeniomycetes, Lecanoromycetes, Leotiomycetes, Lichinomycetes, Orbiliomycetes, Pezizomycetes, Sordariomycetes, Xylonomycetes[16],
- Saccharomycotina cu 1 clasă (Saccharomycetes) și
- Taphrinomycotina cu 5 clase (Archaeorhizomyces, Neolectomycetes, Pneumocystidomycetes, Schizosaccharomycetes, Taphrinomycetes).

Trei ordini apartenenți încrengăturii sunt incertae sedis, anume: Lahmiales, Itchiclahmadion și Triblidiales.

## Ecologie

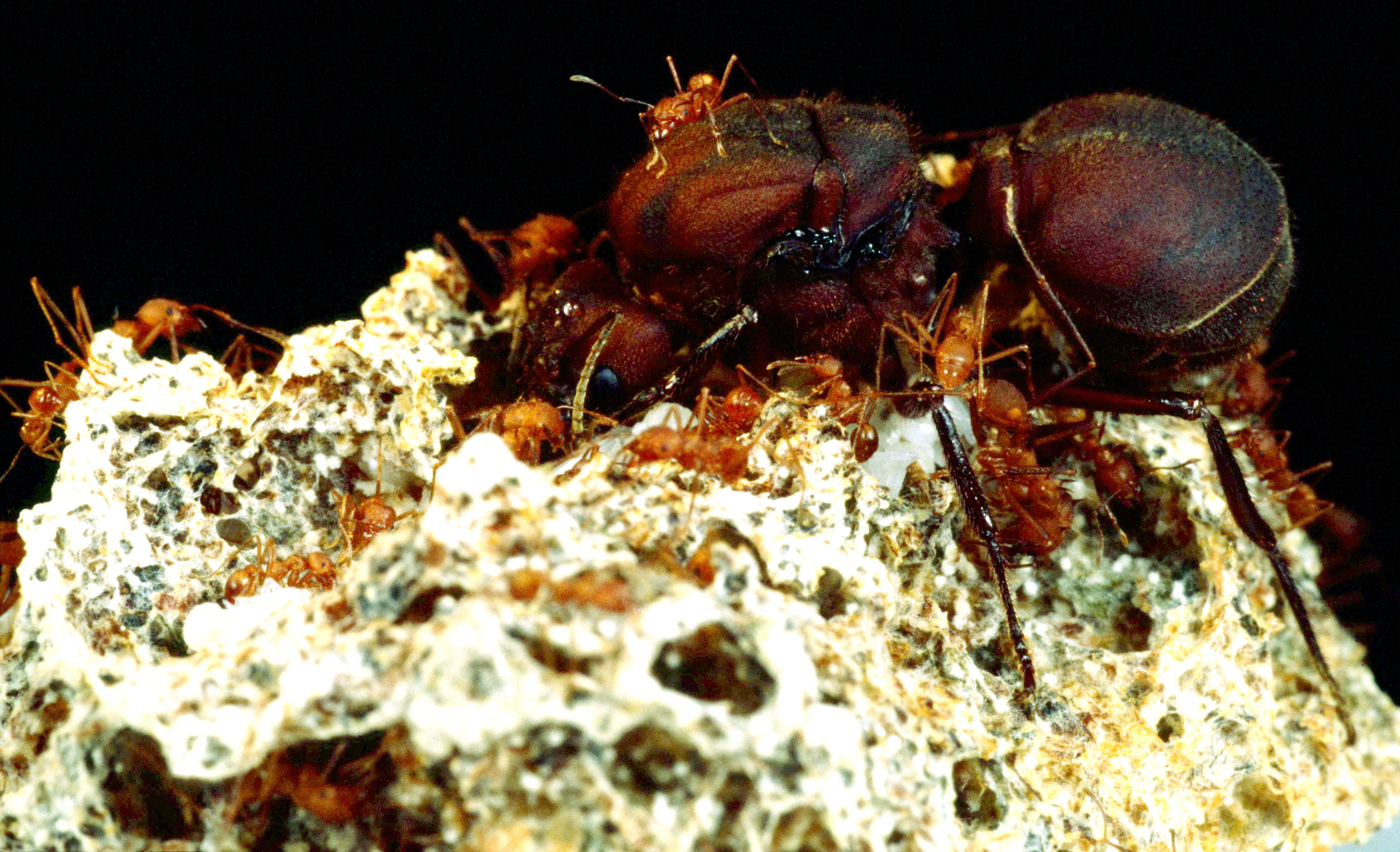
Atta colombica pe substrat de fungi

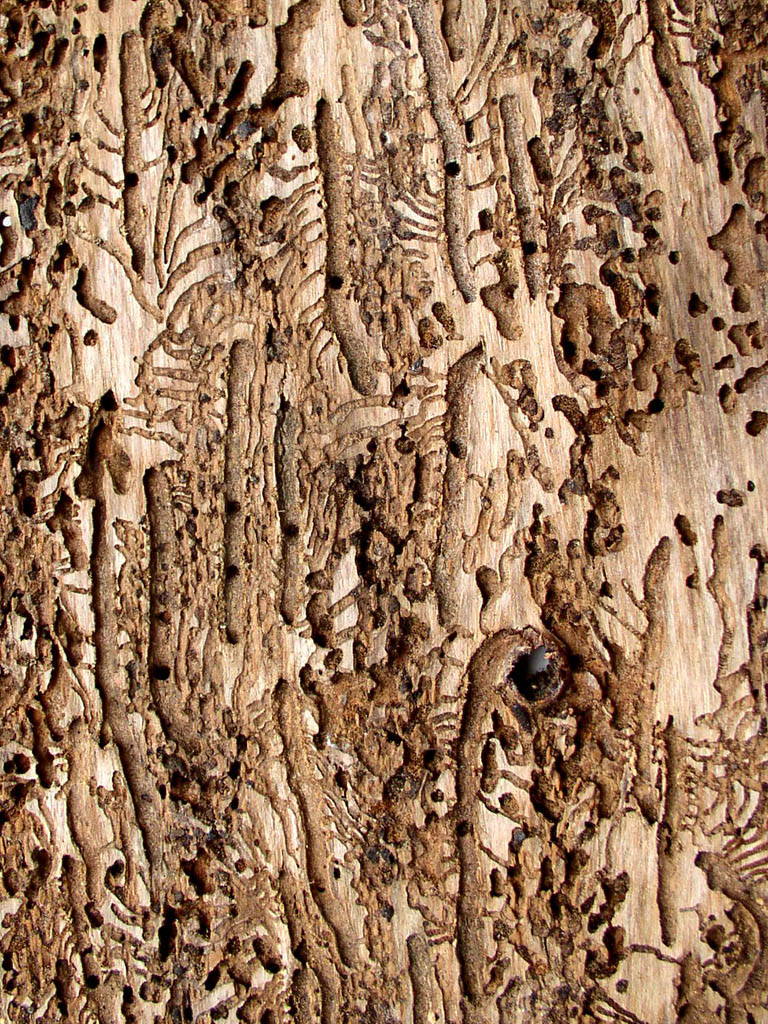
Scolytinae: tranziții în lemn

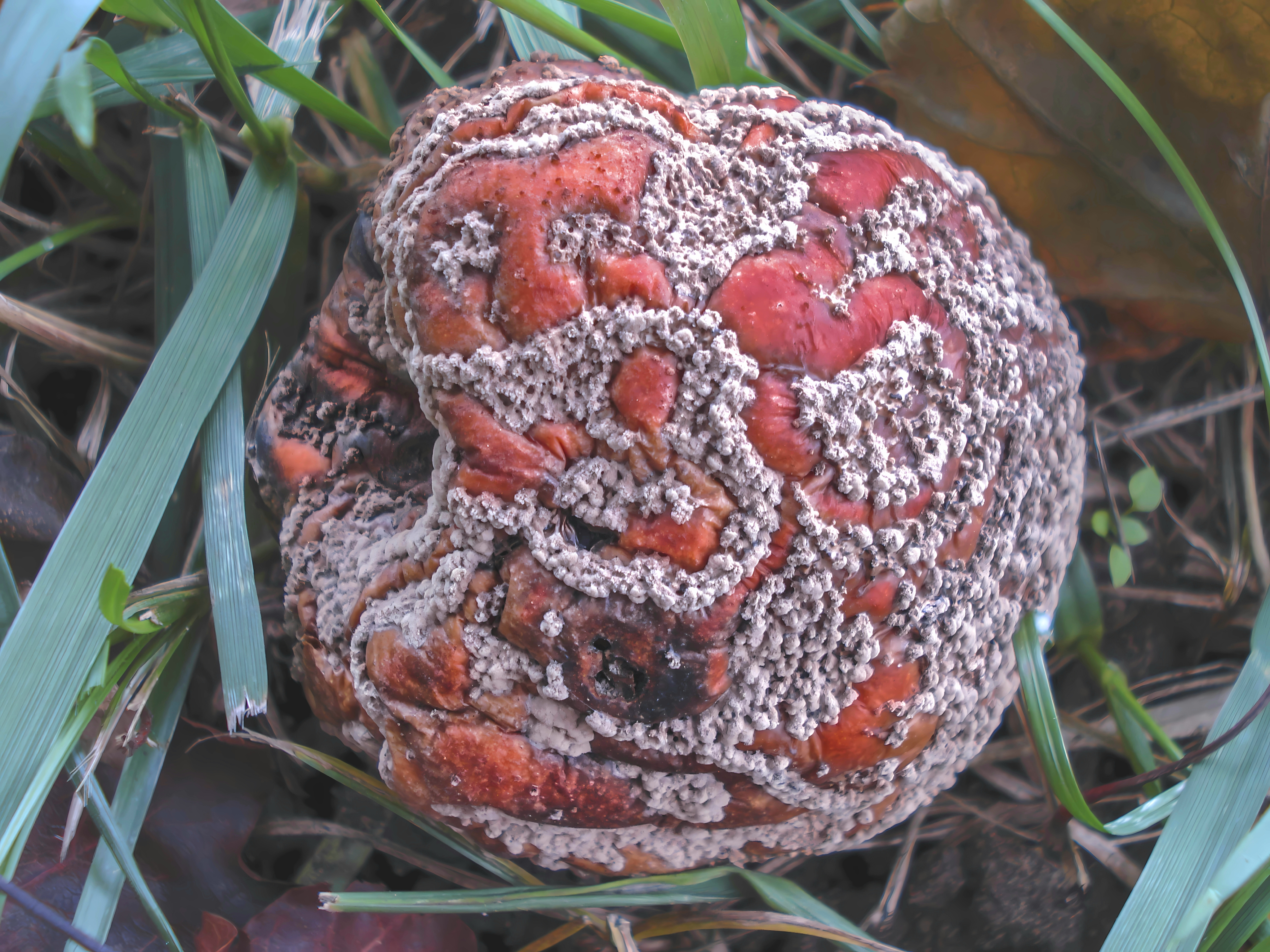
Mâr năpădit de Monilia

Ascomicetele joacă un rol central pentru majoritatea ecosistemelor terestre. Ele asigură descompunerile importante ale materialelor organice, cum sunt frunzele și ramurile moarte ale copacilor etc. și, de asemenea, facilitează absorbția alimentelor lor de către organismele care trăiesc pe deșeuri organice. Prin spargerea substanțelor altfel greu degradabile ca de exemplu celuloza sau lignina, ele ocupă un loc important în ciclul azotului și carbonului din natură. În schimb, corpurile fructifere ale ascomicetelor formează hrana celor mai diverse animale de la insecte (Insecta) și melci (Gastropoda) până la rozătoare (Rotentia) și la mamifere mari, cum ar fi cerbii sau mistreții. În plus, ele sunt cunoscute pentru numeroasele lor relații simbiotice cu alte organisme.

### Ascomicete și licheni
Probabil devreme în istoria lor evolutivă, ascomicetele au domesticit în istoria lor timpurie algele verzi (Chlorophyta, de la caz la caz și altele) precum algele albastre-verzi (Cyanobakteria), formând cu ele comunități vii, cunoscute sub numele de licheni, în cele mai neospitaliere părți ale lumii, din Arctica și Antarctica, în deșerturi sau în munți înalți și pot supraviețui temperaturi extreme de la -40 °C până la +80 °C. În timp ce partenerul de alge fotoautotrofe furnizează energia metabolică prin fotosinteză, ciuperca oferă un schelet de sprijin stabil și protejează împotriva radiațiilor și deshidratării. Aproximativ 42 la suta sau echivalentul a 18.000 din toate tipurile de aceste ciuperci formează licheni. Invers, partenerii fungizi ai aproape tuturor lichenilor sunt ascomicete, proporția de basidiomicete fiind probabil nu mai mare decât două până la trei procente.

### Ciuperci micorizante și endofite
Cu plantele, ascomicetele formează două comunități deosebit de importante, anume ciupercile de micoriză și endofitele. 
Prima reprezintă asociații simbiotice ale fungilor cu sistemul radicular al plantelor. Mai ales pentru conifere este un proces vital, că doar această simbioză le permite dezagregarea nutrimentelor din sol. Pe când partenerii fungicizi sunt în stare, datorită miceliului lor fin și ramificat, de a absorbi mineralele pentru plantă, acea aprovizionează bureții cu energie metabolică sub formă de produse fotosintetice. Este chiar cunoscut faptul, că ciupercile micorizante sunt capabile să transporte substanțe nutritive de la o plantă la alta pentru a le stabiliza. Este foarte probabil că abia asocierea dintre ciupercile de micoriză cu rădăcinile arborilor a făcut posibil cucerirea teritoriilor prin arbori. În orice caz, primele fosile păstrate ale plantelor terestre sunt deja asociate cu ciuperci micorizante.
Spre deosebire de speciile numite sus, endofitele locuiesc în plantă, în special în tulpină și în frunze, dar de obicei nu le dăunează. Natura exactă a relației dintre fungi și planta gazdă nu este încă bine înțeleasă, totuși se pare că colonizarea endofitică a unei plante conferă rezistență mai mare împotriva insectelor și nematodelor nocive și ale bacteriilor precum și producerea de alcaloizi otrăvitori specifici în plante care sunt dăunătoare pentru mamiferele erbivore. 

## Valorificare

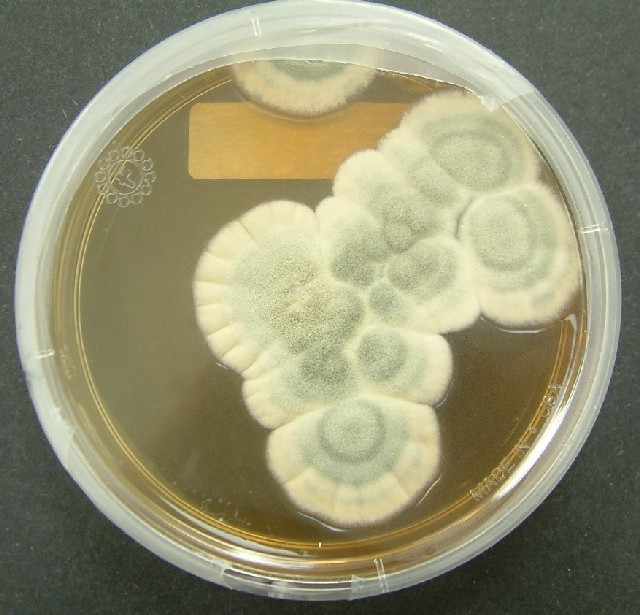
Penicillium chrysogenum

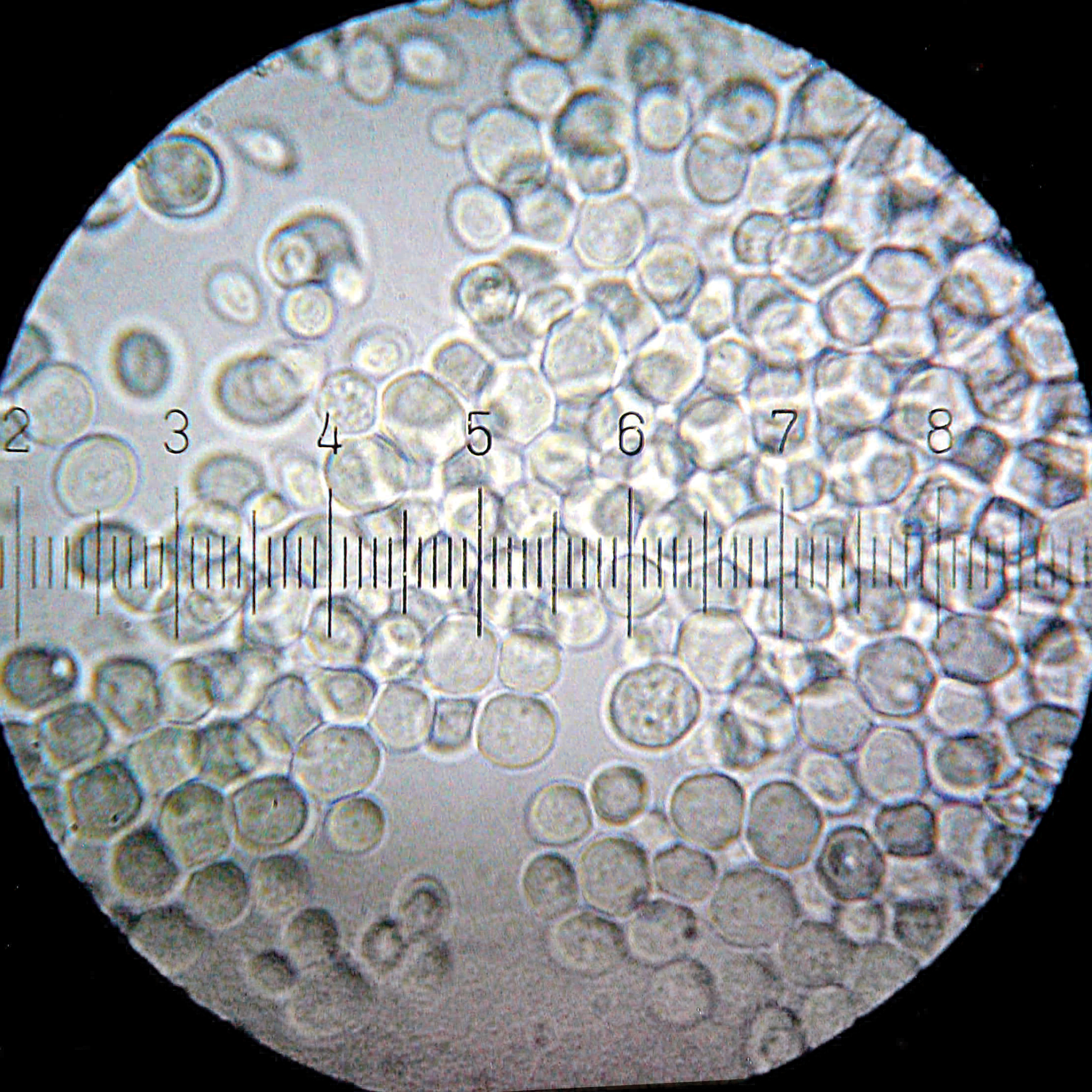
Drojdie de bere

### Relații simbiotice cu animale
Bine cunoscută este simbioza unor artropode mici și nevertebrate cu ciuperci din această încrengătură.
O simbioză interesantă a fost recepționată, printre altele, cu genul Xylaria. Este cultivat de genurile de furnici din subgenul mirmicinelor, anume Acromyrmex și în special Atta (furnici tăietoare de de frunze): acestea furnizează ciuperca în grădini de ciuperci create special cu material vegetal achiziționat din ciuperci străine (și, prin urmare, concurenți) și, de asemenea, contribuie la reproducerea bureților, luând cu ele țesuturi ale lor, atunci când fondez colonii noi. Furnicile însuși sunt micetofage, deci se hrănesc din miceliul ciupercilor. Aceleași specii de ciuperci se găsesc și în grădinile fungide ale termitelor (Isoptera).
Gândacii de scoarță (Scolytinae) sunt, de asemenea, parteneri de simbioză ai ascomicetelor. Femelele gândacilor transportă sporii ciupercilor în invaginații caracteristice ale pielii lor exterioare (micetangii) la plante noi. Acolo mănâncă tranziții în lemn care le lărgesc spre interior în camere mai mari, unde pun ouăle. În același timp, sporii sunt de asemenea eliberați aici. Din hifele de ciuperci rezultate, care, spre deosebire de gândaci, pot degrada lemnul enzimatic, hrănesc la rândul lor larvele ieșite din găoace. Ele devin contaminate cu spori după transformarea lor în pupe și apoi în insecte adulte, răspândindu-i în timpul căutării de plante noi. 

### Însemnarea pentru om

#### Efecte nocive
Una dintre cele mai semnificative efecte dăunătoare este funcția lor ca agent patogen la numeroase boli ale plantelor. Astfel de exemplu, speciile strâns legate de Ophiostoma ulmi și Ophiostoma novo-ulmi au declanșat moartea numeroaselor specii de ulm, în special cea a lui Ulmus glabra (ulm de munte) în Europa și America de Nord. Infecția are loc de obicei în luna mai, provocată de gândacii de scoarță de ulm (Scolytus), tot din familia curculionidelor.
Castanea sativa este atacată de specia originar asiatică Cryphonectria parasitica (de asemenea stejarii, dar fără urmare), boala plantelor de porumb (Zea mays), predominantă în America de Nord, este cauzată de Cochliobolus heterostrophus și Taphrina deformans atacă frunzele de piersic. Mai departe, Phaeomoniella chlamydospora (între multe altele) este responsabilă pentru infestarea butucilor de viță (lemnul devine ca pluta, planta moare după puțini ani), numită Esca, iar Uncinula necator pentru mucegaiuri sub formă de pulbere pe frunze,, în timp ce ciupercile din genul Monilia infestă în primul rând fructe sâmburoase și fructele sămânțoase și provoacă acolo un mucegai în formă de pernă. În plus, inflorescențele de piersic (Prunus persica) și de vișine (Prunus ceranus) pot fi infectate.

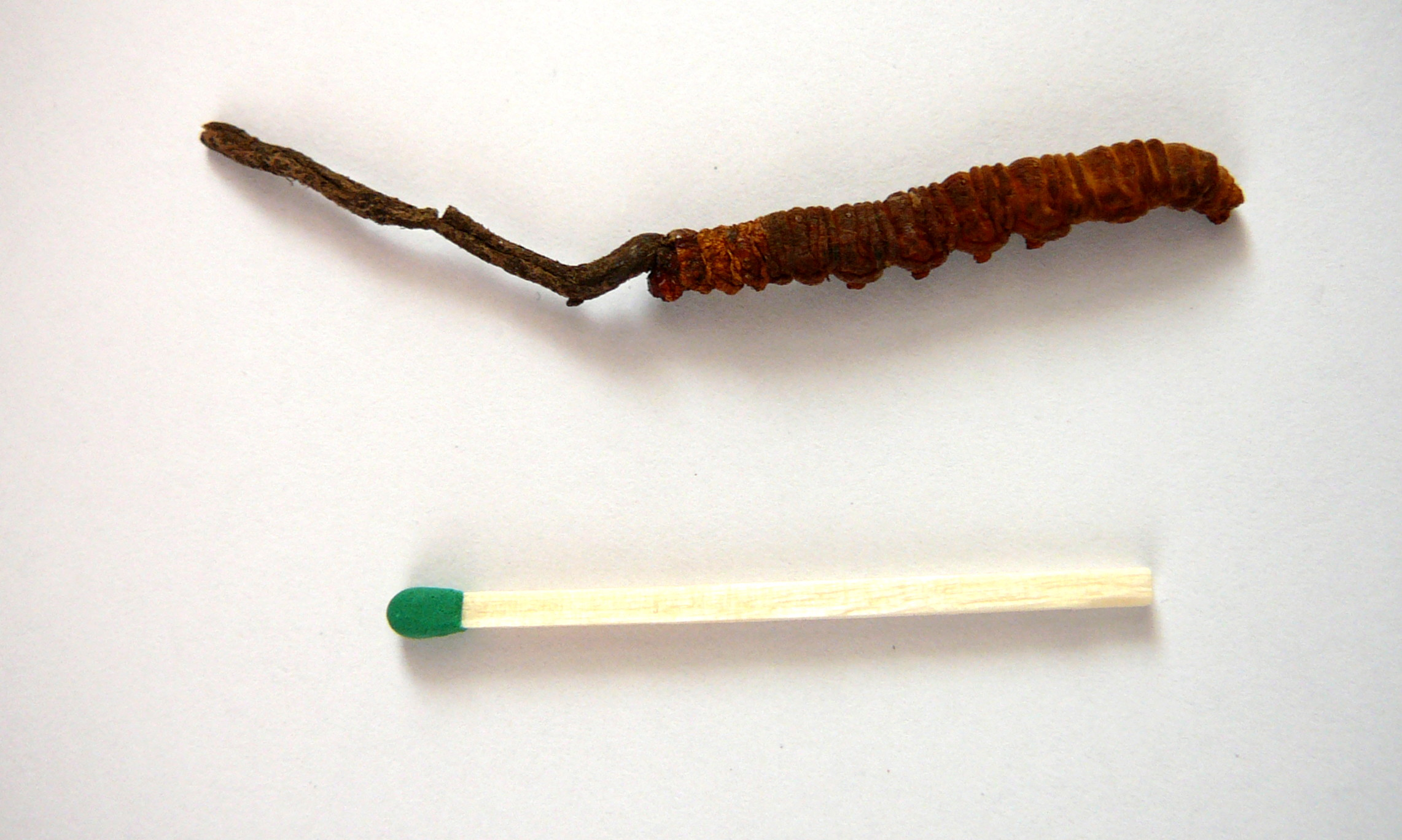
Cordyceps sinensis

Ciuperci ascomicete, ca de exemplu Stachybotrys chartarum, sunt responsabile pentru pagube mari în case, astfel el se găsește adesea în spațiile interioare după o deteriorare a apei sau în clădiri vechi și este, prin urmare, un indicator de umezeală. Ciupercii negre îi place să provoace putregai pe lemn și crește pe sau sub tapete sau pe plăci de ghips. Mai departe este răspunzător pentru estomparea bumbacului, o problemă majoră în special în ținuturi tropice. Pe de altă parte, mucegaiul albastru roșu și verde infectează și strică alimentele, Penicillium didicatum (verde) și Penicillium italicum (albastru) de exemplu fructele citrice.

#### Efecte folositoare
Pe de altă parte, ascomicetele au adus, de asemenea, beneficii semnificative omului. Cel mai cunoscut reprezentant este probabil specia Penicillium chrysogenum sin. Penicillium notatum a cărui antibiotic, probabil dezvoltat pentru combaterea bacteriilor concurente, a declanșat sub denumirea penicilină o revoluție în tratamentul bolilor infecțioase bacteriene în secolul al XX-lea.
Dar și importanța soiului Tolypocladium inflatum sin. Tolypocladium niveum, deși patogen pentru larvele gândacilor, nu trebuie fi subestimată. Această ciupercă ascomicetă produce ciclosporina, este o polipeptidă ciclică liposolubilă care reprezintă, fără să fie un citotoxic din categoria anticanceroaselor, fiind una dintre cele mai eficiente și mai blânde metode de imunosupresie, de exemplu după un transplant de inimă.  Pe lângă utilizarea în transplanturi de organe pentru prevenirea respingerii țesuturilor străine, ciclosporina este de asemenea luată în considerare pentru tratamentul bolilor autoimune, cum ar fi scleroza multiplă. Dar există îndoieli cu privire la tolerabilitatea pe termen lung a medicamentului în acest caz.
În plus, unele ciuperci ale încrengăturii (în special din genurile Rhizopus și Mucor) pot fi modificate genetic prin inginerie genetică. Apoi produc proteine importante cum ar fi insulina, factorii de creștere pentru umanoizi sau tPA (tissue-type plasminogen activator=activator de plasminogen de tip tisular) un ingredient activ folosit pentru a sparge cheagurile de sânge.
Mucegaiul de pâine Neurospora crassa este un organism model important în biologie. Genomul său a fost complet secvențat, conform publicării în jurnalul științific Nature din aprilie 2003. Are aproximativ 43 de mega-baze și conține aproximativ 10.000 de gene.
La nivel profan, ascomicetele sunt folosite pentru producția de alimente: drojdia de patiserie și bere (Saccaromyces cerevisiae) este folosită la coacerea pâinii, cozonacului sau a berii, unde eliberează dioxid de carbon, dacă există suficient oxigen și destinde astfel de exemplui un aluat. Saccharomyces ellipsoideus (drojdia de vin) este necesar pentru producerea vinului, unde transformă zahărul cum ar fi glucoza sau zaharoza în alcool. Enzimul al Penicillium camembertii joacă un rol important în producerea brânzeturilor Camembert și Brie, iar cel al Penicillium roqueforti în producția de Gorgonzola, Roquefort și Stilton. Aspergillus oryzae în sfârșit se adaugă la un terci de fasole soia înmuiate, în special în Asia. Prin fermentație se produce cunoscutul sos de soia, folosit în multe feluri de mâncare din Orientul Îndepărtat.
O influență directă asupra metabolismului uman este exercitată de puținele tipuri de ascomicete, care, în calitate de ciuperci alimentare și gurme (zbârciogii, trufele) nu sunt numai potrivite pentru consum, ci furnizează, de asemenea, minerale importante, aminoacizi, glucane și polizaharide.

#### Pericole efectuate  pentru om și animale

Candidoză orală

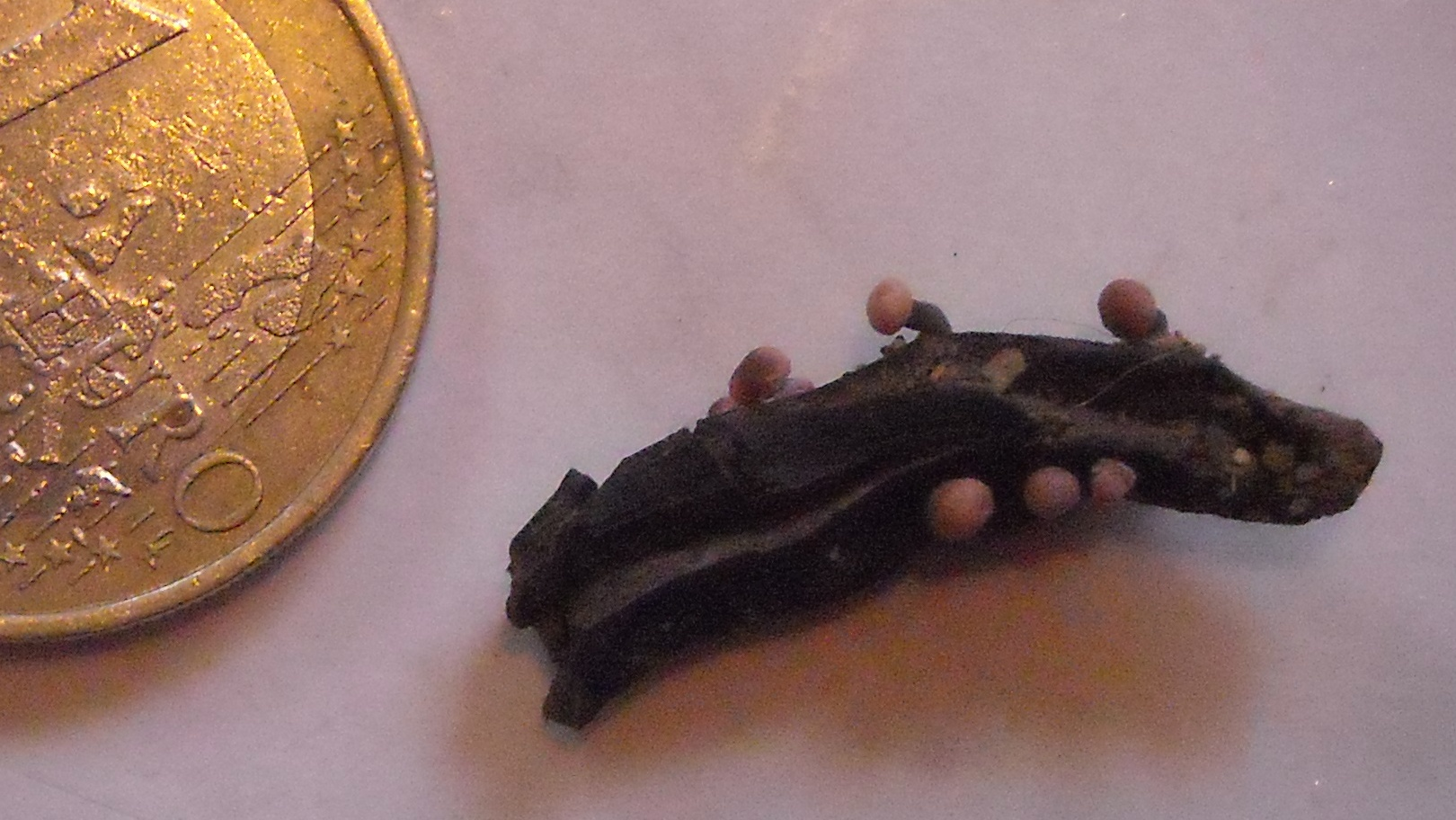
Scleroți ai Claviceps purpurea

Genul Aspergillus, care se dezvoltă cu predilecție în pământ umed, vegetație în descompunere, fân și cereale, dar în primul rând Aspergillus flavus care crește preponderent pe arahide, produc aflatoxine, mico-toxine foarte dăunătoare. Aceste aflatoxine au un efect hepatologic acut (distrofie hepatică) la concentrații de aproximativ 10 μg/kg greutate corporală, dar sunt de asemenea cancerigene pentru mamifere, păsări și pești chiar și la concentrații mai scăzute și mai ales la utilizarea repetată.
În comparație cu alte ciuperci dăunătoare, Candida albicans, o ciupercă de drojdie, este mai degrabă inofensivă, care poate infecta membranele mucoase umane și poate cauza o candidoză. Este o infecție ce se dezvoltă la nivelul gurii, limbii și a gâtului. Candidoza bucală este cel mai des întâlnită la nou născuți. Semnele și simptomele includ pete albe pe limbă sau pe alte zone ale gurii și gâtului. În combinație cu Streptococcus mutans poate să stimuleze caria dentară.
De mare importanță pentru om este ciuperca Claviceps purpurea (cornul secarei) care infectează culturile de secară sau de grâu și produce alcaloizi foarte toxici ((ergotamina, ergotinina ș. a.) care provoacă crampe intestinale și halucinații severe, fiind probabil cancerigeni. Scleroții ciupercii pot ajunge în produsele de panificație prin folosirea făinii obținute din măcinarea unor boabe parazitate. Consumul prelungit de cereale contaminate provoacă o intoxicație cronică gravă, numită ergotismul gangrenos sau „Focul Sfântului Anton”.
Epidermophyton floccosum este responsabil pentru infecții fungide ale pielii, fiind transferat de la o persoană la alta adesea indirect prin spații de duș, băi, prosoape, încălțăminte și îmbrăcăminte (lenjerie și ciorapi). El este mai degrabă inofensiv pentru persoane cu un sistem imunitar sănătos. În cazul în care acesta este dereglat, poate provoca boli amenințătoare de viață. Astfel de exemplu, soiul foarte apropiat înrudit Pneumocystis jiroveci cauzează o pneumonie severă, cum se iscă adesea la pacienți cu SIDA.
Cerealele infectate de Fusarium graminearum (și suratele lui) conțin micotoxine, cum ar fi terpenele Deoxynivalenol (DON) și Zearalenone (ZEA sau ZON). Acestea duc la leziuni cutanate sau mucoase atunci când sunt ingerate de porcine și pot fi letale. Pentru om sunt de asemenea otrăvitoare provocând atacuri gastrointestinale serioase și s-au dovedit, după o ingerare repetată, cancerigene (cancer de ficat și rinichi).
Ophiocordyceps sinensis este un fungus care parazitează larvele unei specii de fluture din genul Thitarodes, specie strâns înrudită cu moliile. Ciuperca germinează în interiorul larvei fluturelui, pe care o ucide în decursul acestui proces, după care aceiași ciupercă va mumifica corpul larvei.
Conform observațiilor recente din laboratoare, deja mai sus numitul Stachybotrys chartarum (dar de asemenea toate celelalte specii ale genului Stachybotrys) prezintă mari pericole pentru om. Această ciupercă a devenit cunoscută publicului prin așa-numiții „bebeluși din Cleveland”, din care un copil a murit verificabil din cauza otrăvirii cu acest mucegai. Micotoxinele produse de acest burete aparțin grupului de tricotecene și pot fi absorbite nu numai prin contactul cu pielea, ci, de asemenea, pot fi inhalate prin tractul respirator ca spori care conțin toxinele. O iritare a pielii, membranelor mucoase sau a plămânilor (efectele toxinelor pot apărea chiar și la concentrații scăzute de spori în aerul dintr-o încăpere închisă) precum și o perturbare a sistemului imunitar este consecința, ceea ce poate însemna că doar șederea în zonele cu infestație cu Stachybotrys implică un risc pentru sănătate. Sporii morți sunt la fel de toxici și alergeni. Este de remarcat faptul, că ciuperca, odată pătrunsă în plămâni, poate împiedica sinteza unei enzime care menține alveolele în tensiune, astfel încât acestea să nu se prăbușească. Mai departe poate să provoacă ulcere în mucoasa bucală, rinită și conjunctivită, apoi, în stadiul a 2-lea, reducerea numărului de leucocite, în al 3-lea blocarea coagulării sangvine, însoțită de temperatură tare ridicată și diaree violente, iar în sfârșit devine imposibilă digestia de alimente, urmărit de moarte. De menționat este, că toxinele nu își pierd efectul fatal prin fierbere.

## Ascomicete mai mari în imagini

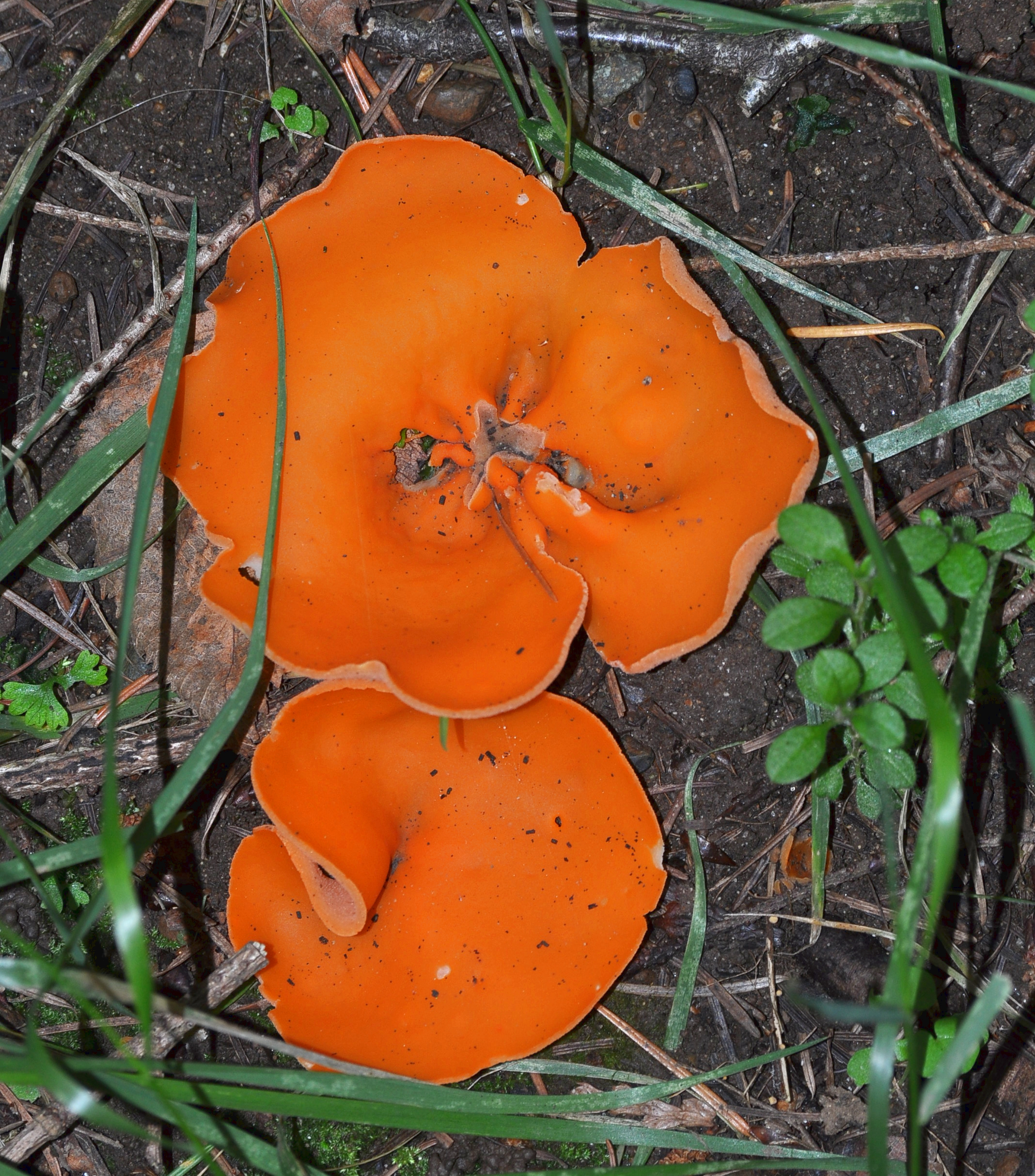
Aleuria aurantia
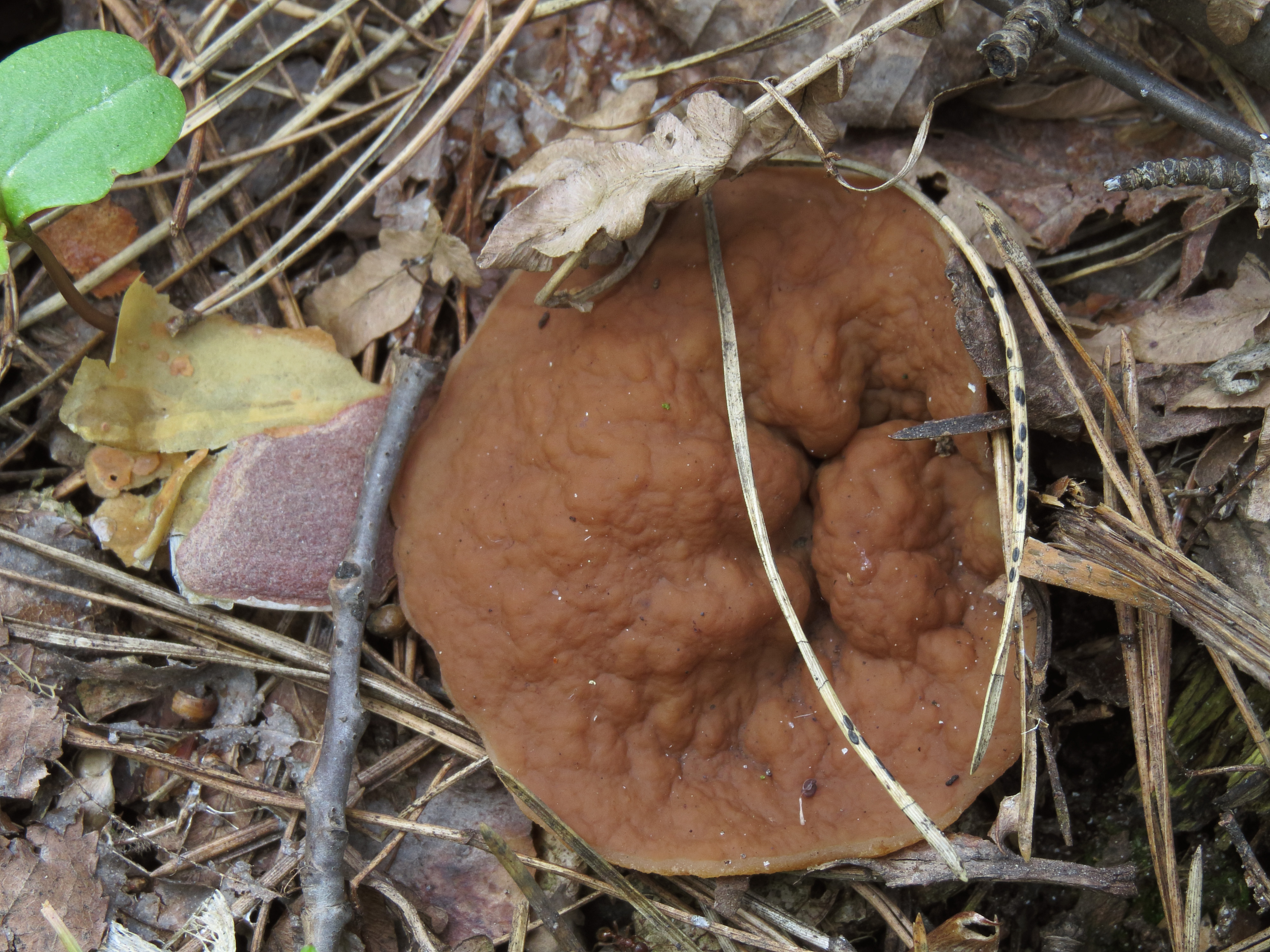
Discina ancilis
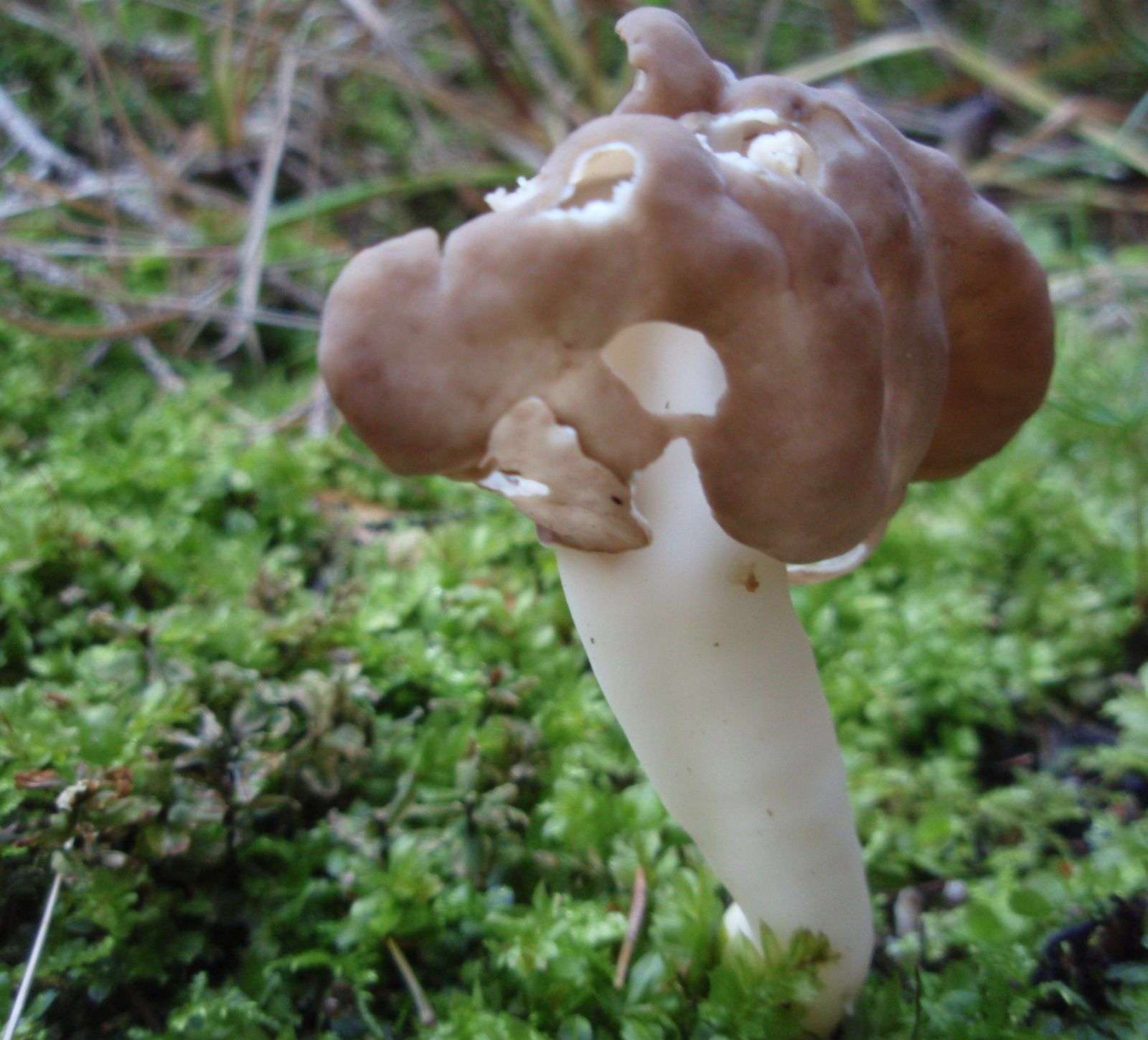
Helvella elastica
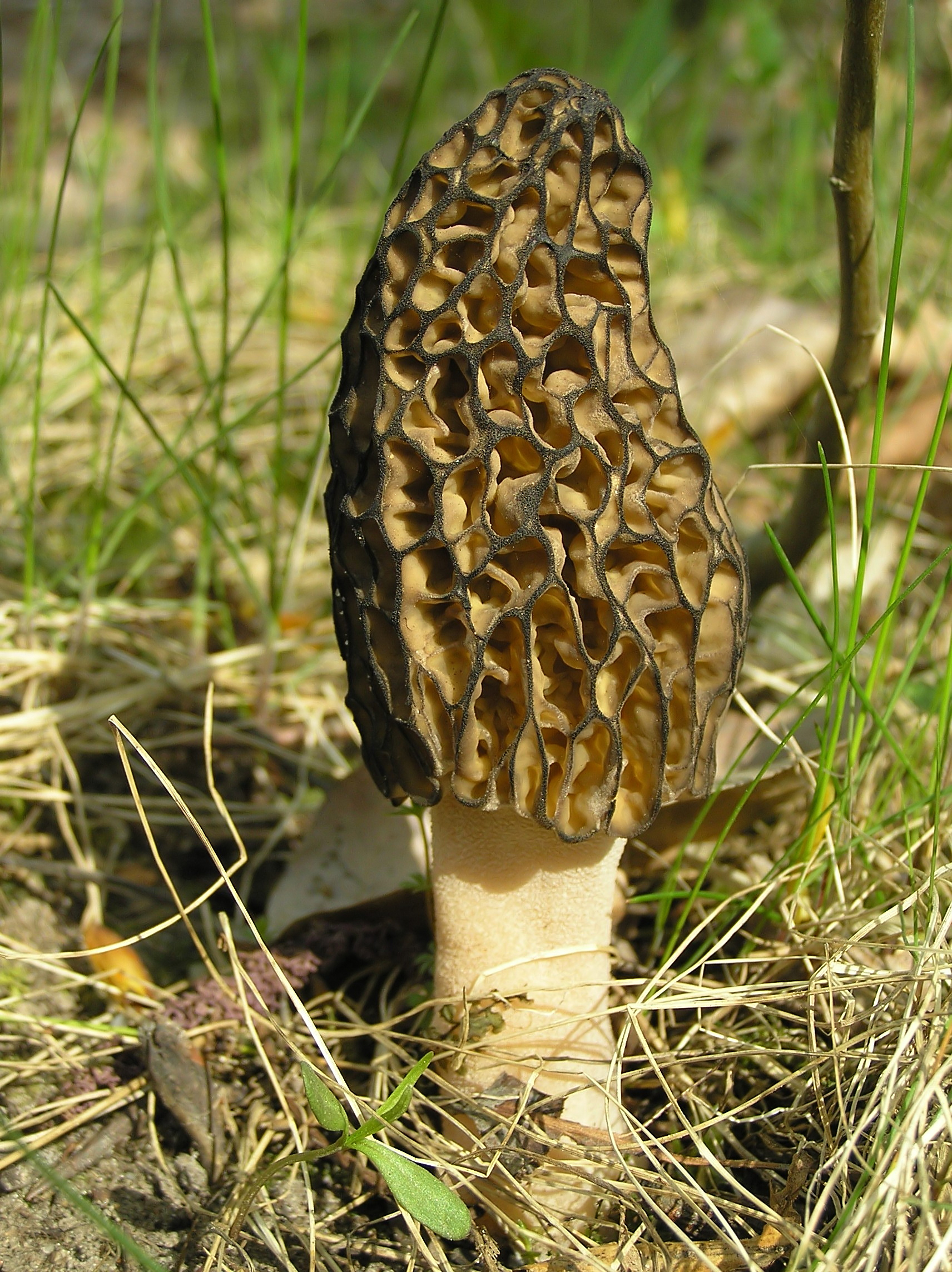
Morchella conica
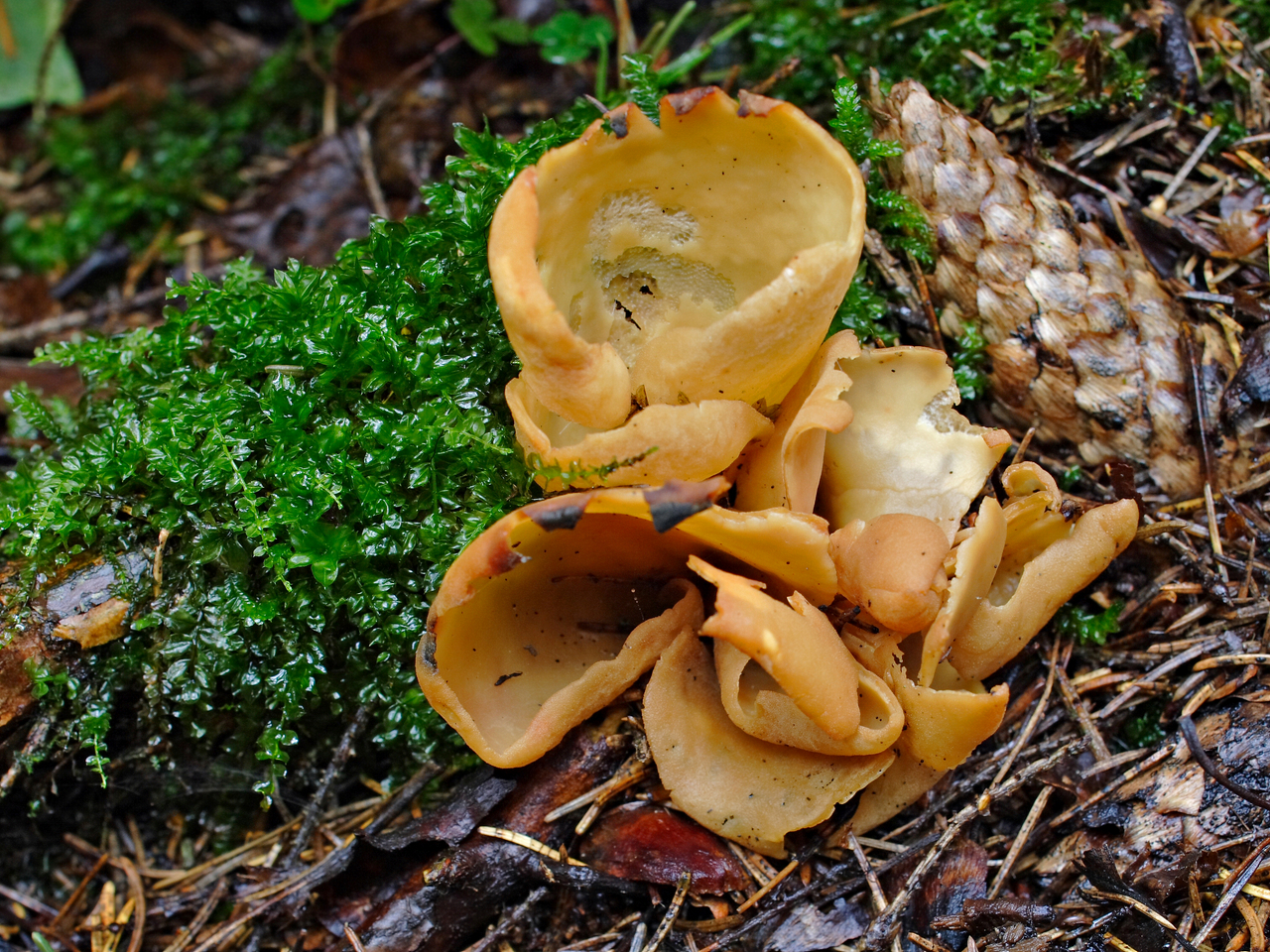
Otidea onotica
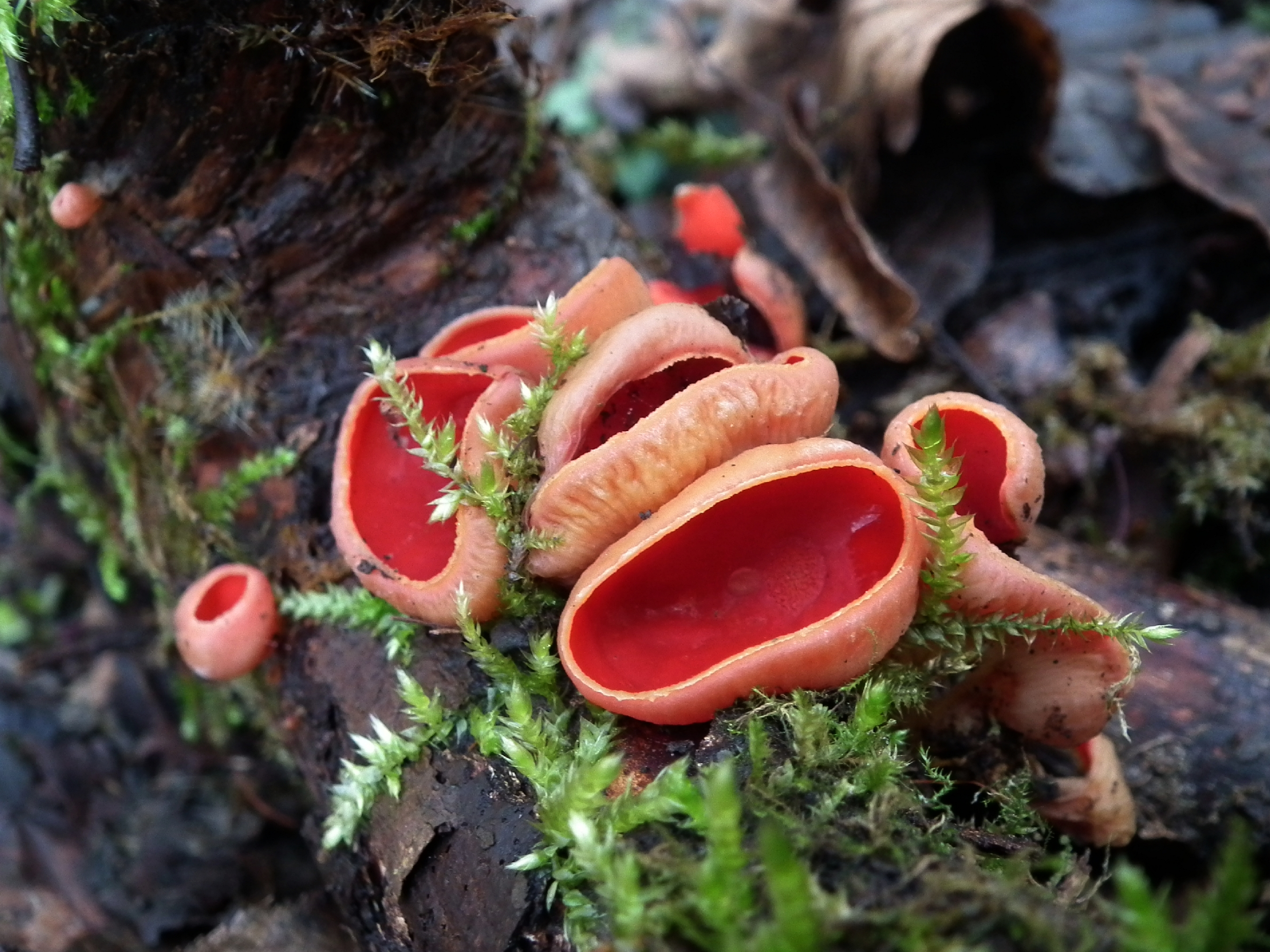
Sarcoscypha coccinea
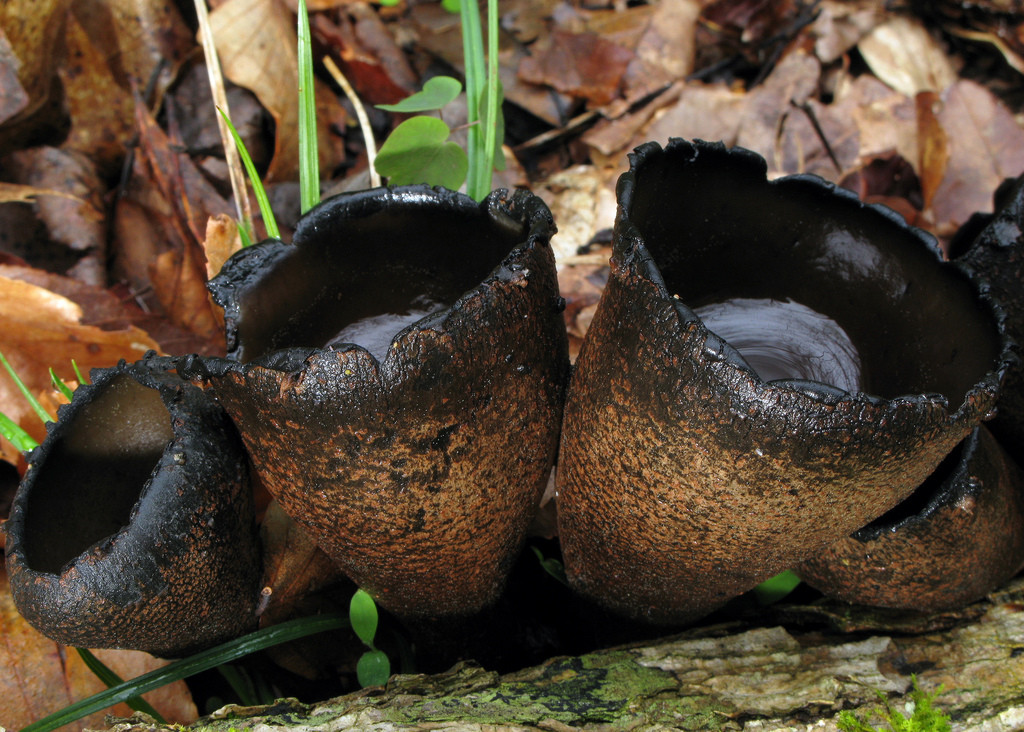
Urnula craterium
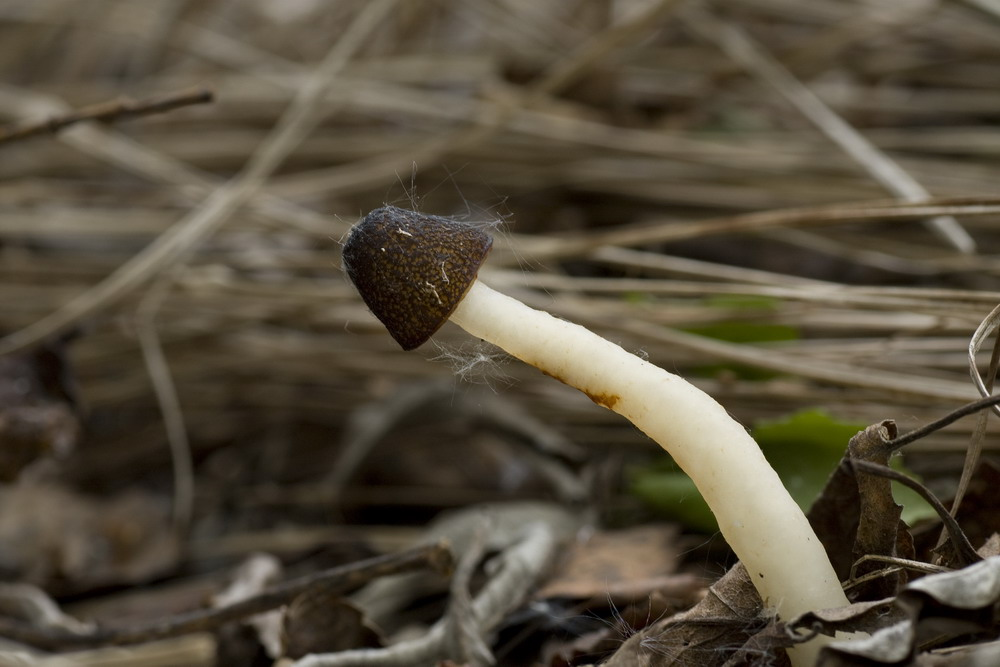
Verpa digitaliformis
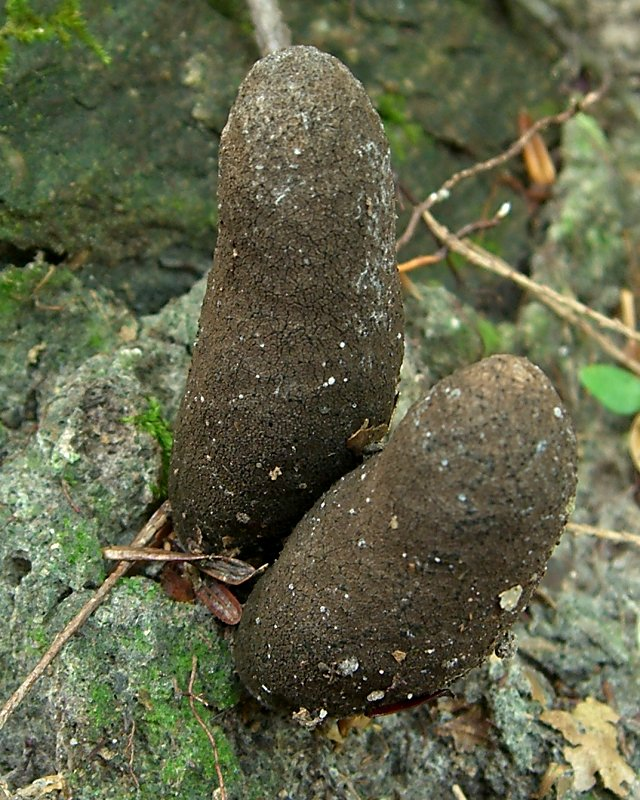
Xylaria polymorpha

## Legături externe
Materiale media legate de Ascomycota la Wikimedia Commons
- Flora Antarcticii în limba germană